# Самойловский сельский совет (Харьковская область)
Самойловский сельский совет — входит в состав Близнюковский района Харьковской области Украины.
Административный центр сельского совета находится в посёлке Самойловка.

## История
- 1966 — дата образования.
- После 17 июля 2020 года в рамках административно-территориальной реформы по новому делению Харьковской области[2][3] данный сельский совет, как и весь Близнюковский район Харьковской области, был упразднён; входящие в совет населённые пункты и его территории присоединены к … территориальной общине Лозовского(?) района.
- Сельсовет просуществовал 54 года.

## Населённые пункты совета
- посёлок Самойловка
- село Бубново Первое
- село Верхневодяное
- село Новоалександровка
- село Новопавловка
- село Широкое

### Ликвидированные населённые пункты
- село Марьяновка